# François de Sécus
François Marie Joseph Hubert de Sécus (Bergen, 7 april 1760 - Brussel, 21 november 1836) was lid van de Tweede Kamer der Staten-Generaal, van het Belgisch Nationaal Congres en van de Belgische Senaat.

## Familie
De familie de Sécus was in de persoon van Jean-Baptiste Sécus in de adelstand verheven in 1698. Hij was toen luitenant civiel en crimineel van de kasselrij Aat. Zijn zoon Jacques-François de Sécus (1693-1775), getrouwd met Thérèse Cornet d'Elzius, werd in 1774 tot baron gepromoveerd, nadat hij in 1767 de heerlijkheid de la Hée had gekocht, hetgeen hem ook heer van Bauffe maakte. Die zijn zoon Procope François de Sécus was provoost van Lens en trouwde met Marie Dobies, van wie de vader advocaat en pensionaris van de Staten van Henegouwen was in Bergen. Zij waren de ouders van François de Sécus, die trouwde met Marie-Thérèse Helman de Termeeren (1760-1820), dochter van de heer van Cantecroy.
Procope François de Sécus was in de lente van 1789 een van de stichters van de Fabrique impériale et roïale de Nimy, een plateelfabriek die het tot in 1951 volhield. François de Sécus hield zich vanaf 1810 actief met de onderneming bezig.

## Levensloop
François de Sécus deed zijn middelbare studies aan het college van Houdain. In 1777 ging hij aan de universiteit van Leuven studeren en werd 'primus' in de 'Artes' en licentiaat in de rechten. Hij vestigde zich als advocaat in Bergen en werd ook schepen van deze stad. Toen de revolutiejaren zich aanboden, hield hij zich afzijdig. Hij was geen groot voorstander van de Oostenrijkers maar was nog meer gekant tegen de Franse invallers. In juni 1794 vluchtte hij naar Duitsland. Toen hij later terugkeerde ondervond hij heel wat moeite om zijn verbeurd verklaarde goederen te recupereren.
Na zijn terugkeer hield hij zich in zijn landgoed van Bauffe en vooral in zijn woning in Brussel volledig afzijdig van een regime dat noch aan zijn politieke noch aan zijn godsdienstige overtuigingen beantwoordde. Het belette hem niet om via tussenpersonen drie hofsteden aan te kopen die voorheen aan kerkelijke instellingen hadden toebehoord. Ook onder het Franse Consulaat en het Eerste Franse Keizerrijk hield hij zich afzijdig. Het enige wat hij deed was tot het comité toetreden dat in 1803 de ontvangst van Napoleon Bonaparte in Brussel organiseerde. In 1812 werd hij maire van Bauffe, wat hij bleef tot aan zijn dood.

## Verenigd Koninkrijk der Nederlanden
De val van Napoleon verwelkomde hij als een bevrijding en hij wilde graag zijn medewerking verlenen aan het nieuwe regime. Hij werd gemeenteraadslid van Brussel en zetelde in het comité dat de giften verdeelde voor de gekwetsten van Waterloo. Hij bracht een positieve stem uit voor de Grondwet. Dit ging niet onopgemerkt voorbij. In 1816 werd hij benoemd tot Ridder in de Orde van de Nederlandse Leeuw en werd opgenomen in de Ridderschap van de provincie Zuid-Brabant met een baronstitel, wat een herstel betekende van zijn adellijke status. Kort daarop werd hij overgeheveld naar de Ridderschap van de provincie Henegouwen.
In september 1815 was hij al lid geworden van de Tweede Kamer. Zijn houding aldaar was echter niet zoals men die van hem had verwacht. Tegen de zin van Willem I sprak hij zich uit voor het recht op petities die door de bevolking aan de Staten-Generaal konden gericht worden. Daarbij stemde hij tegen de begroting voor 1817. Op heel wat wetsontwerpen gaf hij ongunstige commentaren. De regering en de gouverneur van Henegouwen zorgden er dan ook voor dat hij in juli 1817 niet herkozen werd. Hij bleef niet werkloos toekijken en ontwikkelde activiteiten in Henegouwen, met als gevolg dat hij in juli 1820 door de Provinciale Staten opnieuw naar de Tweede Kamer werd gestuurd.
De regering was hierover verbolgen en om aan De Sécus een ernstig signaal te geven werd zijn herverkiezing in de gemeenteraad van Brussel geannuleerd met als reden het verbod op cumulatie. In 1823 dacht men ook zijn herkiezing tot Kamerlid te kunnen onmogelijk maken, maar dankzij invloed die hij kon uitoefenen op de leden van de Provinciale Staten en dankzij enige discrete steun vanwege gouverneur van der Fosse die familiebanden met hem had, werd hij toch herkozen en zou hij blijven zetelen tot in 1830.
Ook in deze tweede periode bleef De Sécus oppositie voeren. Zijn tussenkomsten waren die van een grootgrondbezitter die de belangen van de eigenaars verdedigde en van een katholiek die de godsdienstige principes wilde vrijwaren. Zo verzette hij zich tegen het ontwerp van een nieuw fiscaal systeem dat volgens hem prijzen en lonen met 14 procent zou doen stijgen. Hij verzette zich ook tegen sommige artikels in het Burgerlijk Wetboek, onder meer over de invoering van de echtscheiding. In 1823 stemde hij tegen de begroting omdat hij de te talrijke leningen veroordeelde die volgens hem tot een bankroet van de Staat zouden leiden. Meer algemeen oordeelde hij dat leningen uit den boze waren en men niet meer moest uitgeven dan de gewone inkomsten opbrachten.
De breuk was definitief in 1825, toen De Sécus zijn oppositie liet kennen tegen de toenemende druk op het katholiek onderwijs. De verplichting opgelegd aan de seminaristen om aan het door de staat georganiseerde 'Collegium Philosophicum' te gaan studeren, veroordeelde hij. Hij voerde ook bestendig campagne tegen het hoge maalgeld dat volgens hem de landbouwers naar het faillissement dreef. Hij stemde opnieuw tegen de begroting 1826.
Hij bleef principieel een tegenstander van de regering. Hij stemde tegen het wetsvoorstel over de onteigeningen voor openbaar nut. Hij stemde tegen de reglementen nopens de samenstelling van de burgerwachten. Vooral kantte hij zich tegen de mogelijkheid dat die burgermilities zouden worden ingezet voor defensieopdrachten: dit had in Frankrijk tot de Terreur geleid, argumenteerde hij, omdat het inzetten van de Burgerwacht voor de verdediging van de landsgrenzen, de steden had overgeleverd aan het gepeupel. Hij bleef campagne voeren voor het recht op petities. Hij verwierp opnieuw de begroting voor 1827.
In 1828 werd hij wat inschikkelijker en gaf zijn stem niet alleen aan de begroting maar aan verschillende voorstellen, ook al was de algemene toon van zijn tussenkomsten nog die van een opposant. De reden voor zijn inschikkelijkheid was te vinden in het feit dat de regering een akkoord had bereikt met het Vaticaan en dit aanleiding gaf tot het ondertekenen van een concordaat. De ultramontaan De Sécus was hier zeer mee gediend. Het bracht mee dat hij Willem I zelfs loofde voor zijn politiek van industrialisatie. Liever dan publieke tussenkomsten te houden, stuurde hij nu raadgevingen naar de koning, onder meer over het strafwetboek. Over de jaren 1827-1828 was De Sécus dus, hoewel nog opposant, bereid tot een aantal toegevingen en akkoorden.
Dit veranderde opnieuw na de troonrede van oktober 1828. De koning had zijn voornemen uitgedrukt om een nog grotere greep te krijgen op het onderwijs en dit was onaanvaardbaar voor De Sécus. Hij was het ook niet eens met de rem die werd gezet op de wetgevende mogelijkheden van de Provinciale Staten. In zijn antwoord op de troonrede verklaarde De Sécus: Liberté de culte, liberté d'opinion, liberté de la presse, liberté individuelle, ne sont que des mots vides de sens sous le régime du monopole de l'instruction publique. Nu trad hij toe tot de meest besliste oppositie en hij maakte er werk van om die te organiseren. Minister Van Maanen kreeg het bericht dat een aantal Kamerleden regelmatig vergaderde ten huize De Sécus, om de krachten te bundelen en nieuwe voorstellen die bij de Staten generaal werden ingediend te saboteren.
Bij de bespreking van de begroting 1829 bracht hij opnieuw felle kritiek uit. Hij kwam weer op tegen de verder verhogende staatsschuld en bleef aandringen op grotere persvrijheid. Hij ondertekende petities, onder meer over de onderwijsvrijheid. Hij zette zich ook in om door onderhandeling en overreding betere toestanden te realiseren. Hij richtte zich rechtstreeks tot de koning met voorstellen tot verbetering van de vrijheid van eredienst en de vrijheid van onderwijs. Willem I had wel belangstelling voor verzoenende houdingen en stichtte begin 1829 een commissie die de grieven betreffende het onderwijs moest onderzoeken, waarbij De Sécus tot een van de leden werd benoemd.
De Sécus was nu in de hele Nederlanden en ook bij de buitenlandse regeringen bekend als opposant nummer één, als nestor van de oppositie. Het was duidelijk dat hij het unionisme genegen was, zodanig zelfs dat zijn tijdgenoten niet altijd konden uitmaken of hij nu wel tot de katholieke dan wel tot de liberale strekking behoorde. Op 3 augustus 1829 werd hij door de Henegouwse Provinciale Staten met 76 stemmen op 85 herkozen in de Tweede Kamer.

## Belgische Revolutie
Toen kwamen de eerste publieke rellen er aan, meer bepaald die van einde augustus 1830 in Brussel, vooral dan de manifestaties na de opvoering van De Stomme van Portici op 25 augustus. De Sécus was toen in Brussel. Op 27 augustus nodigde Emmanuel van der Linden d'Hooghvorst een vijftigtal notabelen uit om te overleggen over hoe best de rust kon worden hersteld. Er werd tot oprichting van een soort burgerwacht besloten en De Sécus werd tot voorzitter uitgeroepen. Deze informele groep werd al vlug, gelet op het feit dat de gevestigde overheid in de war geraakte, als een ernstige gesprekspartner beschouwd, die het echte machtscentrum in Brussel werd. De deelnemers waren kritische burgers, maar waren zeker niet voor een scheuring van het koninkrijk gewonnen. Ondanks het feit dat deze groep geen enkel officieel mandaat had, stelde De Sécus voor een afvaardiging naar Willem I te sturen om de grieven van de bevolking kracht bij te zetten.
Toen de Nederlandse kroonprins begin september met zijn troepen in Vilvoorde arriveerde, klaar om Brussel te gaan innemen, behoorde De Sécus tot een van de twee delegaties die hem gewelddadig ingrijpen ging ontraden en hem aanmoedigde om vreedzaam en zonder troepen Brussel binnen te rijden, wat hij deed. Als tegenprestatie bevestigden de notabelen hun trouw aan de Oranjedynastie. Nadat de kroonprins in Brussel de leden van de Tweede Kamer had ontmoet, werd een bestuurlijke scheiding tussen Noord en Zuid geëist maar werd meteen trouw aan de eenheid van het land beleden. De eerste geruchten werden ondertussen verspreid over een voorlopige regering die zou tot stand komen en waarin De Sécus de portefeuille Buitenlandse zaken zou krijgen. Daar was de belanghebbende het ongetwijfeld niet mee eens, als hij er al van op de hoogte was.
Op 6 september 1830 kwamen de Brusselse leden van de Tweede Kamer eens te meer bijeen in het stadhuis en na een woelig debat werd beslist dat men zich naar Den Haag zou begeven voor de bijeenkomst van de Staten die op 13 september in buitengewone zitting was samengeroepen. De meer hevige revolutionairen waren het daar niet mee eens en vreesden dat de eisen gewoon op de lange baan zouden worden geschoven. Ze richtten meteen een Comité de sûreté publique op, wat door De Sécus als een ongeoorloofde revolutionaire daad werd bestempeld. Dit was het ogenblik waarop hij voeling verloor met de revolutionairen en de mogelijkheid verloren ging dat hij de leider van de onafhankelijkheidsstrijd zou worden.
Tijdens de buitengewone zitting van de Tweede Kamer bevestigde De Sécus zijn trouw aan de Oranjes. Op 17 september drong hij aan op militaire tussenkomst in Brussel, waar meer en meer revolutionairen uit Luik, Bergen en Charleroi naartoe stroomden. Een week later was het zo ver. De kroonprins had op 23 september met twaalfduizend soldaten Brussel ingenomen, maar tijdens de gevechten die in het centrum van de stad losbraken verloor hij het van hardnekkige vrijwilligers en nam hij de wijk. Op diezelfde 23 september werd een 'Commission administrative' opgericht die zichzelf op 26 september omdoopte tot 'Voorlopig Bewind'. De jonge generatie, onder de leiding van de populaire 'elder statesman' Louis De Potter nam de touwtjes in handen. De gemiddelde leeftijd van de leden was 36 jaar. Met zijn zeventig jaar behoorde De Sécus tot een heel andere generatie. Op 4 oktober riep het Bewind de onafhankelijkheid van België uit, benoemde een commissie voor het uitwerken van een nieuwe grondwet en schreef verkiezingen uit om op 3 november een 'Nationaal Congres' te verkiezen. Dit waren onherroepelijke stappen die alleen door krijgsgeweld konden worden ongedaan gemaakt.
De Sécus vertoefde ondertussen nog in de omgeving van de kroonprins, die in Antwerpen een 'Commission consultative' oprichtte, waar De Sécus deel van uitmaakte. Op 12 oktober vertrok hij naar Brussel, overtuigd dat hij daar goodwill zou vinden om de bestuurlijke scheiding te realiseren onder de leiding van de prins van Oranje. Hij had echter de snelle evolutie van de voorbije dagen verkeerd ingeschat. De mentaliteit was nu compleet anders en de invloed van De Sécus was verdampt. Men stond al heel wat verder, er was een regering en binnenkort zou er een parlement zijn.

## Nationaal Congres
Ook al was de recente evolutie helemaal anders dan De Sécus het zich had voorgesteld, in Mons verdiepte men zich niet in 'details' en werd De Secus nog altijd geëerd als opposant aan Willem I. De vier kiesverenigingen die zich met de voorbereiding van de verkiezingen voor het Nationaal Congres bezighielden, stelden alle vier De Sécus bovenaan hun lijst en hij werd dan ook met 724 stemmen op 791 kiezers verkozen. In Brussel was men beter op de hoogte en kwam hij er niet aan te pas.
In het Nationaal Congres trad De Sécus actief op. Hij stemde, zoals alle andere vertegenwoordigers, voor de onafhankelijkheid van België. Toen de eeuwigdurende verbanning van de Oranjes moest worden besproken, legde hij moedig de verschillende redenen uit waarom hij hiertegen zou stemmen. In het Congres behoorde De Sécus tot de groep van de overtuigde ultramontanen die, binnen de alliantie tussen katholieken en liberalen, erover waakte het maximum voor zijn kant in de wacht te slepen. Zo drukte de groep de absolute vrijheid door zowel van de eredienst als van het onderwijs.
De Sécus was voorstander van het tweekamerstelsel. Voor wat betreft de Senaat was hij er voorstander van dat de koning die zou benoemen; een conservatieve stelling die het niet haalde. Anderzijds stond hij toch wel een eerder minimalistische interpretatie voor van de koninklijke macht.
In de discussie over de verkiezing van een staatshoofd, stuurde De Sécus erop aan dat, wie ook werd verkozen, deze welgevallig moest zijn aan de mogendheden, zonder wie niets van permanente duur kon worden gerealiseerd. Daarom was hij het oneens met diegenen die koning Louis-Philippe tot koning wilden kiezen, want dit zou een de facto aanhechting bij Frankrijk hebben betekend, die door de andere mogendheden onmogelijk kon worden aanvaard. Hij stemde dan wat later toch in met de verkiezing van de hertog van Nemours. Toen dit mislukte, gaf hij zijn stem aan Surlet de Chokier als regent. En in juni stemde hij voor Leopold van Saksen-Coburg. Hij gaf ook zijn goedkeuring aan het Verdrag der XVIII artikelen. Ze niet aanvaarden zo betoogde hij, betekende oorlog en die zou besloten worden hetzij met een aanhechting bij Frankrijk hetzij met een weinig glorievolle terugkeer naar het Verenigd Koninkrijk.

## Belgisch koninkrijk
Bij de eerste parlementsverkiezingen in augustus 1831 werd De Sécus zonder probleem tot senator verkozen door het kleine aantal stemgerechtigden in het arrondissement Mons. Hij maakte er deel uit van de overtuigd katholieke en conservatieve groep. Hij was geen groot aanhanger van wat als 'de vooruitgang' werd bestempeld en geloofde niet te erg in de democratie die hij 'het despotisme van de massa' noemde. De meerderheid had naar zijn mening niet per definitie altijd gelijk.
Van februari 1832 tot mei 1835 was hij vicevoorzitter van de Senaat. Hij was een van de pleitbezorgers voor de goedkeuring van het Verdrag der XXIV artikelen, ook al was de afstand van grondgebied en de verdeling van de staatsschuld niet voordelig voor België. Hij ondersteunde de regeringsinitiatieven voor de bevordering van de landbouw, de graanhandel en de stokerijen. In 1834 was hij het enige Henegouwse parlementslid dat de aanleg van een spoorwegennet goedkeurde, overtuigd als hij was dat Henegouwen hieruit voordeel zou halen, in tegenstelling tot zijn collega's, die vreesden dat de spoorwegen hun provincie economisch zouden desorganiseren.
De Sécus kwam vooral tussen in debatten waar godsdienstkwesties mee gemoeid waren. Hij pleitte voor een beter godsdienstonderricht in de scholen en juichte de oprichting toe van een katholieke universiteit in Leuven, die hij zelf ook financieel ondersteunde. Hij was ook actief in het tot stand brengen van een katholieke pers en werd aandeelhouder van het katholieke dagblad L'Union.
De Sécus bleef senator en burgemeester van Bauffe tot aan zijn dood.
Gedurende zijn hele publieke loopbaan was hij bij heel wat verenigingen aangesloten waar de opiniemakers elkaar ontmoetten, zowel in Brussel als in Bergen, zoals:
- de Société littéraire in Brussel (vanaf 1800);
- de Kunstacademie van Brussel (vanaf 1816);
- jurylid voor het lager en middelbaar onderwijs in Waals Brabant (vanaf 1818);
- lid van de commissie voor schone kunsten en de bescherming van monumenten in Bergen;
- lid van de Kamer van Koophandel in Bergen;
- lid van de Centrale Raad voor de Hulp aan behoeftigen in de Zuidelijke Nederlanden.

## Nakomelingen
Toen hij stierf, liet De Sécus een aanzienlijk fortuin na dat onder meer bestond uit 640 hectare landbouwgrond en bossen, met talrijke landbouwexplotaties. Uit zijn huwelijk had hij drie kinderen.
- Frédéric de Sécus (1787-1862), die de politieke voetsporen van zijn vader volgde en die trouwde met Louise van der Linden d'Hooghvorst (1794-1869), zus van Emmanuel en Joseph van der Linden d'Hooghvorst. Het gezin bleef kinderloos.
- Elisabeth-Eugénie de Sécus (1789-1832) trouwde met baron Eugène de Wal d'Anthine (1787-1845).
- Elisabeth-Scolastique, genaamd Betsy de Sécus (1791-1873) trouwde met graaf Carloman de Hemricourt de Grunne (1769-1853). Met haar dood stierf de familie volledig uit. De erfgenamen van het fortuin de Sécus waren de kinderen de Hemricourt de Grunne, onder wie Eugène (1823-1903), die tot in 1894 burgemeester van Bauffe was.